# Stielas Storhett
Stielas Storhett — блэк-метал проект, основанный в 2005 году в Мурманске единственным участником — Damien T.G.

## История
До основания собственной группы Damien уже имел музыкальный опыт в других коллективах (Unhallowed, позже — Sect и «Мор»). В 2006 году он записывает дебютный альбом Vandrer…, который вскоре издаётся немецким лейблом Northern Silence Productions на CD в диджипаке. Альбом не остался незамеченным и получил хорошие оценки критиков. Через год альбом переиздаётся белорусским лейблом Misanthropic Propaganda на компакт-кассете.
В 2007 году группы Stielas Storhett, «Мор» и «Лихолесье» начинают работу над совместным диском «Смерть приходит с севера». В 2008 году альбом выходит на российском лейбле Assault records на CD в диджипаке.
В начале 2010 года выходит мини-альбом SKD на французском лейбле De Profundis Editions.
В сентябре 2011 года на лейбле Code666 Records выходит второй полноформатный альбом под названием Expulsè.
Спустя год, осенью 2012 года, на лейбле Kunsthauch выходит компиляция ранее неизданных десяти треков группы под названием V. Композиции не имеют конкретных названий, из заголовков складывается фраза «Damien T.G. Hates You».
В 2013 году на лейбле Possession Productions выходит совместный миньон с греческой группой Aenaon. На семидюймовом виниловом диске представлены два трека — по одному от группы.
1 декабря 2015 года на лейбле WormHoleDeath Records выходит очередной полноформатник Drownwards.

## Дискография
- 2006 — Vanderer...
- 2008 — Death Comes From The North (сборник)
- 2009 — Assault — The 1st Harvest (сборник)
- 2010 — SKD (EP)
- 2011 — Expulsè
- 2012 — V (сборник)
- 2013 — Er / Alter Ego (сплит с группой Aenaon)
- 2015 — Drownwards
- 2017 — Сurtain